# لغة باقرمي
باقرمي (بالإنجليزية: Baguirmi)‏ (تكتب أيضًا باجرمي (بالإنجليزية: Bagirmi)‏؛ مرادف:بارما (بالإنجليزية: Barma)‏)، هي لغة شعب باقرمي في تشاد، والتي تنتمي إلى عائلة لغات نيلية صحراوية. يتحدث بها 761 44 شخص في عام 1993، معظمهم في إقليم شاري باقرمي. كانت لغة مملكة باقرمي.
أعطيت باقرمي شكل مكتوب، والنصوص التي توفر التعليم الأساسي لمحو الأمية تم تأليفها من خلال جهود دون وOrpha Raun في وقت متأخر من حياتهم المهنية التشادية، خلال تسعينات القرن العشرين. طور أنتوني كيمبال خطًا لدعم أبجدية باقرمي وطريقة إدخال كيمان لوحات المفاتيح اللاتينية في عام 2003، ولا يزال نص الأدبيات الباقرميية المنشورة في التوسع. يتم توزيع غالبية هذه الأدب في تشاد بواسطة David Raun بتكلفة رمزية، كخدمة للشعوب الناطقة باللغة الباقرمية في تشاد.

## روابط خارجية
- كيمان - اكتب بالباقرمي